# Ульба (приток Иртыша)
Ульба́ (каз. Үлбі) — река в Восточно-Казахстанской области Казахстана. Правый приток Иртыша.
Образуется при слиянии рек Громотуха и Тихая, которые берут начало в Ивановском и Убинском хребтах (Рудный Алтай).
В городе Усть-Каменогорске впадает в реку Иртыш. Длина 100 км, площадь бассейна 4990 км².
Питание смешанное, с преобладанием снегового. Замерзает в ноябре — декабре, вскрывается в апреле. Средний расход воды 100 м³/с. На реке — ГЭС Лениногорского каскада.